# Licca-chan
Licca-chan (リカちゃん Rika-chan?), cuyo nombre completo es Licca Kayama (香山リカ Kayama Rika?), es una popular serie de muñecas de juguete introducidas en Japón en los años 1967 por la compañía Takara. Esta muñeca es tan popular en Japón como lo es la Barbie en EE. UU.. Las muñecas Licca-chan tienden hacia un cuerpo más japonés en cuanto a altura y características. Takara ha vendido más de 48 millones de muñecas Licca-chan a partir de 2002, y 53 millones a partir del 2007. Licca-chan fue creada por la artista de manga shōjo, Miyako Maki.
Takara ha proporcionado una extensa historia de fondo para la muñeca Licca-chan, incluyendo una edad (11), donde asiste a la escuela, los nombres y ocupaciones de sus padres, y sus libros favoritos (Anne of Green Gables y A Little Princess). A Licca-chan también le gusta Doraemon.
Rough Trade Records trabajó con Takara a finales de los años 90 para lanzar al mercado a la "Street Licca", una edición en la que la muñeca tenía la apariencia de un DJ con una cartera de Rough Trade Records y miniaturas de los discos de los artistas del sello discográfico. Junto con sus Discos de Ursula 1000, Gants y Spearmint, tenía un par de Converse rosados, pantalones de piel grises, audífonos y corte de cabello rubio. Esta edición de la muñeca solo se hizo disponible a través de la página web de Rough Trade Records a un alto precio.
En 2001, una versión adulta y embarazada de Licca-chan fue introducida, la cual traía una postal que el comprador podía enviar a la compañía Takara para conseguir una muñeca bebé. La muñeca bebé traía una llave que podía restaurar a la muñeca a sus proporciones normales. El lanzamiento de la muñeca coincidió con el nacimiento de la princesa Aiko, la hija de los príncipes Naruhito y Masako de Japón, un factor que aumentó las ventas de la muñeca. Desde entonces, otras versiones de la muñeca han sido introducidas, incluyendo otras versiones como la "Departure Licca", lanzada en el 40 aniversario del producto en 2007.
Un videojuego de Licca-chan fue lanzado para Nintendo DS el 29 de noviembre de 2007.  Este juego fue lanzado más tarde el 14 de octubre de 2008 en Estados Unidos con el nombre Lovely Lisa. 
La muñeca ha desatado un mito urbano entre los estudiantes de secundaria japoneses sobre una muñeca Licca-chan embrujada de tres piernas.